# Haritalodes pseudoderogata
Haritalodes pseudoderogata is een vlinder uit de familie van de grasmotten (Crambidae). De wetenschappelijke naam van deze soort is voor het eerst gepubliceerd in 1920 door Embrik Strand.
De soort komt voor in Kameroen.